# Fleur Spijker
Fleur Spijker is wethouder Economie, Kennis, Sport en Gezondheid van de gemeente Leiden. Tussen 2014 en eind 2018 was zij raadslid voor D66 Leiden. Na de verkiezingen van 2018 was Spijker de formateur van de nieuwe coalitie bestaande uit D66, GroenLinks en Partij van de Arbeid (PvdA). Ze trad vervolgens zelf aan als wethouder Bouwen en Wonen in dat college. Tijdens haar wethouderschap werd ze door Vrij Nederland en het Leidsch Dagblad in verband gebracht met netwerkcorruptie, iets wat zij zelf ten stelligste ontkent.
Bij de gemeenteraadsverkiezingen van 2022 was Spijker lijsttrekker voor D66 in Leiden. Onder haar aanvoering verloor D66 drie zetels, maar keerde wel terug in het college, hoewel ze de bouw-portefeuille moest afstaan aan oud-CDA-Kamerlid Julius Terpstra. Spijker werd wethouder Economie, Kennis, Sport en Gezondheid.